# FC Zollikofen
Der FC Zollikofen ist ein Schweizer Fussballverein, beheimatet in Zollikofen bei Bern, welcher besonders im Frauenfußball erfolgreich war.

## Geschichte
Bereits 1922 wurde ein Fussballverein in Zollikofen gegründet. Dieser löste sich jedoch 4 Jahre später, 1926, wieder auf. 1960 wurde der Verein wieder neu gegründet und nahm am 1. Juli 1960 den Trainingsbetrieb auf. Ein Jahr später begann die erste Meisterschaft des FC Zollikofen. Damals wurden die Spiele noch in Schönbühl ausgetragen. 1962 wurde der eigene Sportplatz Frohe Aussicht gebaut; damit konnte der FC Zollikofen seine Heimspiele im eigenen Dorf austragen.
Nach 12-jährigem Bestehen konnte der FC Zollikofen seinen ersten grossen sportlichen Erfolg verzeichnen. Die erste Mannschaft stieg 1972 in die 3. Liga des Schweizer Männerfussballs auf. Zu dieser Zeit bestanden im Verein bereits eine zweite Amateurmannschaft sowie eine eigene Jugendabteilung. Zusammen mit der Gründung einer eigenen Fussballschule für die Jugendlichen im Jahre 1978, wurde auch der neue Gemeindesportplatz Geisshubel eröffnet. Der bereits in die Jahre gekommene Sportplatz Frohe Aussicht musste einige Jahre später saniert werden und sorgte für den grössten finanziellen Aufwand der Geschichte des Vereins. 
1983, im Jahre nach der Sanierung, stieg die erste Mannschaft in die 2. Liga auf. Und auch die Junioren B konnten in dem Jahr aufsteigen in die Inter B II. Das heute noch bestehende Clubhaus des FC Zollikofen neben dem Sportplatz Geisshubel wurde 1992 gebaut, durch die Hilfe aller Mitglieder in Fronarbeit.
Der Sportplatz Geisshubel wurde 2015 totalsaniert und mit Kunstrasen ausgestattet, damit mit mehreren Teams und öfters darauf trainiert werden kann. Insbesondere die verschiedenen Juniorenteams müssen so nicht auf anderen Sportplätzen trainieren. Der FC Zollikofen beteiligte sich an den Sanierungskosten mit einem fünfstelligen Betrag.

## Damenteam
Das Damenteam des FC Zollikofen wurde 1996 gegründet, nachdem ein Jahr zuvor auch die Juniorinnenausbildung eingeführt wurde. Sieben Jahre nach der Gründung konnte die Damenmannschaft in die 1. Liga (dritthöchste Spielklasse der Schweiz) aufsteigen. Damit waren die Damen die erfolgreichste Abteilung des FC Zollikofen. 2012 wurde der FC Zollikofen Meister der 1. Liga und konnte in die Nationalliga B aufsteigen. In der Saison 2012/2013 wurde der FC Zollikofen jedoch nur Zweitletzter und musste in die Abstiegsrunde. Schlussendlich stieg der FC Zollikofen nach nur einer Saison wieder in die 1. Liga ab. Da der FC Zollikofen danach immer mehr Jugendliche aus der Umgebung Grauholz aufnahm, nannte sich das Team dann auch Team Grauholz. Heute spielt der FC Zollikofen in der 2. Liga (vierthöchste Liga der Schweiz).